# Emiliano Sala
Emiliano Raúl Sala Taffarel (Cululú, 31 ottobre 1990 – Canale della manica, 21 gennaio 2019) è stato un calciatore argentino, di ruolo attaccante. Punta centrale 

## Biografia
Nato a Cululú, in provincia di Santa Fe, da genitori italiani si era trasferito con la famiglia a Progreso. Aveva un fratello, Dario, e una sorella, Romina. Suo padre Orazio è morto d'infarto a 58 anni, a Progreso, qualche mese dopo suo figlio, il 26 aprile 2019.

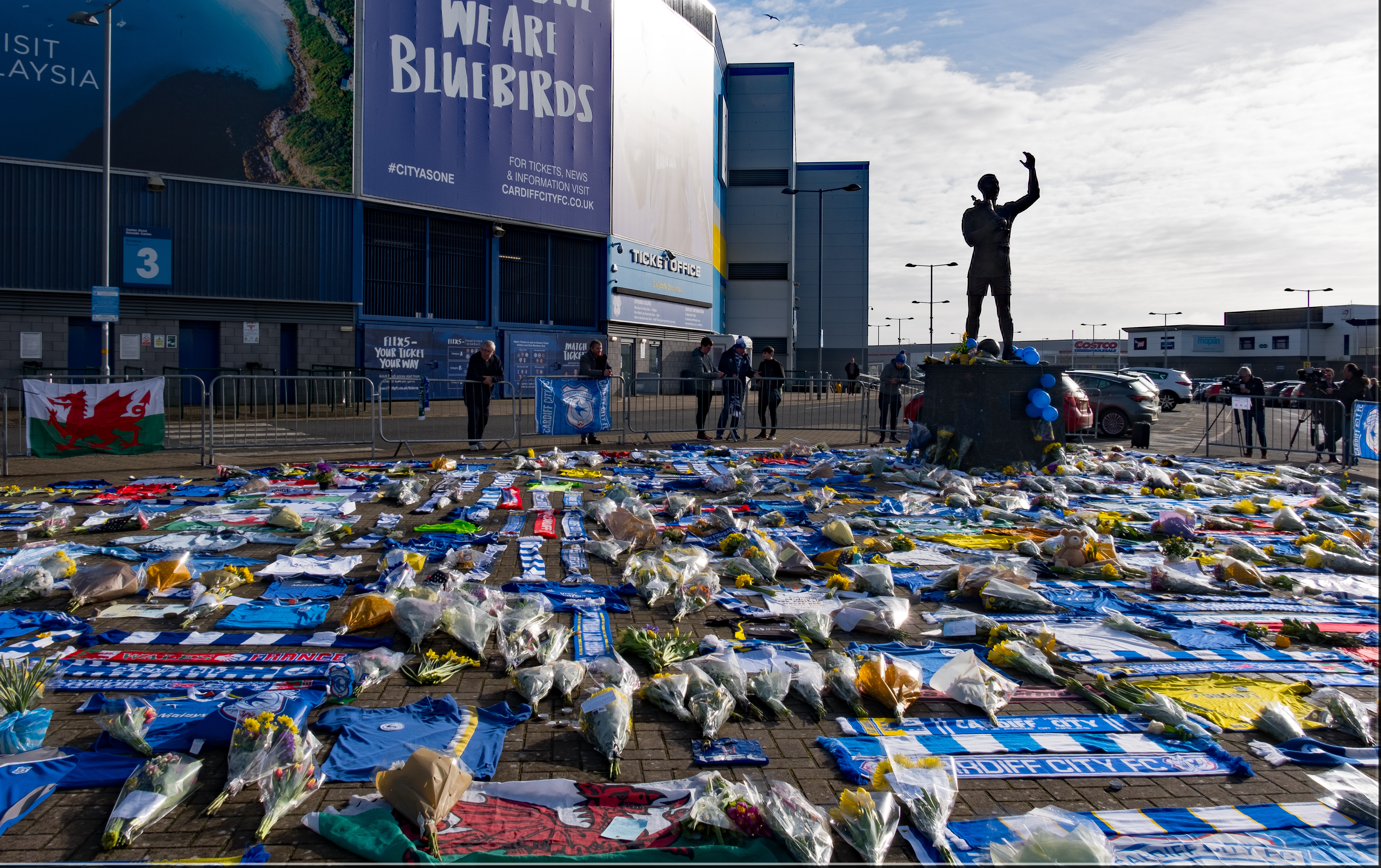
Il tributo riservato a Sala all'esterno del Cardiff City Stadium dopo la notizia della sua scomparsa

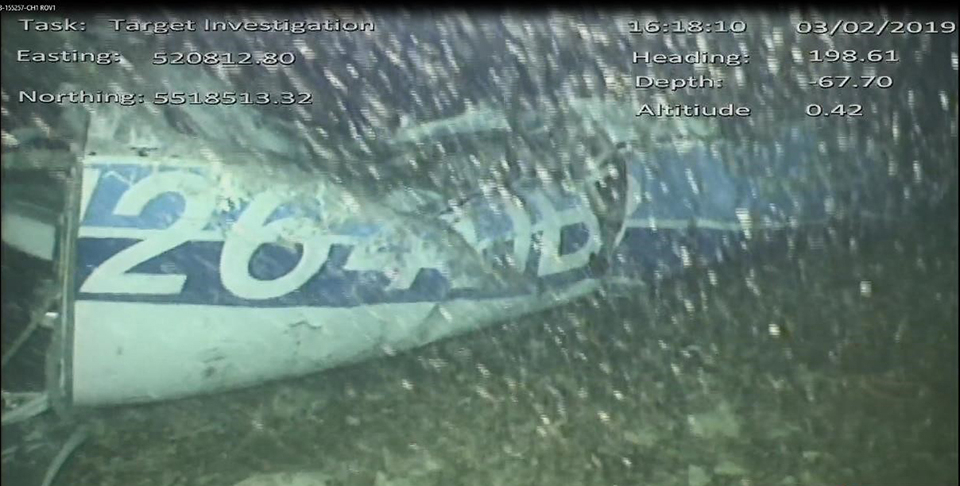
Foto del ritrovamento del Piper su cui viaggiava Emiliano Sala

Il 21 gennaio 2019 l'aereo privato che lo avrebbe dovuto trasportare da Nantes a Cardiff, un Piper PA-46 Malibu del 1984 con codice di registrazione N-264DB, scomparve dai radar mentre stava sorvolando il canale della Manica, al largo di Alderney, nelle Isole del Canale. L'aereo era partito da Nantes alle 20:15 locali ed ebbe l'ultimo contatto con il controllo del traffico aereo del Baliato di Jersey alle 20:30 locali ad un'altitudine di 700 m a 7 miglia nautiche a nord ovest di Alderney. Il 30 gennaio venne annunciato che il lunedì precedente erano state rinvenute delle probabili parti dell'aereo in Francia, nei pressi della costa della Normandia. Furono rinvenuti due cuscini da sedile, in una spiaggia vicino Surtainville, a 40 km dall'isola britannica di Alderney.
Il 3 febbraio il velivolo venne identificato a 67 metri di profondità sul fondale del canale della Manica, circa 20 miglia nautiche a nord di Guernsey grazie all'ausilio di un sonar. Il giorno seguente venne ritrovato un corpo all'interno del relitto, che il 7 febbraio venne confermato dalla polizia del Dorset essere quello del calciatore. L'11 febbraio i risultati dell'autopsia comunicarono che Sala è deceduto per le "ferite alla testa e al tronco". Ulteriori indagini, svolte nei mesi seguenti, rivelarono tuttavia anche la possibilità di un decesso causato dal monossido di carbonio. Dopo la notizia della sua morte, tanti sono stati i messaggi di cordoglio e le commemorazioni della sua scomparsa. Il Nantes, l'ultima squadra in cui aveva militato, ha deciso di ritirare definitivamente la maglia numero 9.

## Caratteristiche tecniche
Attaccante impiegato anche come trequartista, posizione che gli consentiva di prendere la profondità ed essere decisivo in zona gol. Il suo modello di riferimento era Gabriel Batistuta.

## Carriera

### Club

#### Bordeaux e vari prestiti
Cresciuto nel settore giovanile del Proyecto Crecer, club argentino partner del Bordeaux, nel 2010 approdò in Francia ai girondini.
Il 17 luglio 2012 venne ceduto in prestito all'Orléans. Nel Championnat National disputa 37 partite, mettendo a segno 19 gol.
Il 3 luglio 2013 venne prestato al Niort. Debuttò in Ligue 2 il 2 agosto nella partita pareggiata 1-1 contro il Troyes. Il 23 settembre realizzò contro il Metz il suo primo gol da professionista. Terminò la stagione con 37 presenze e 18 gol, quarto miglior marcatore del campionato a pari merito con Christian Bekamenga del Laval.
Giocò la prima parte della stagione 2014-2015 al Bordeaux. Fece il suo esordio con i girondini il 9 agosto 2014 nella vittoriosa trasferta a Montpellier. La settimana successiva realizzò il suo primo gol in Ligue 1 nel 4-1 rifilato al Monaco e questa fu l'unica rete messa a segno con la maglia Bordeaux. Il 28 gennaio 2015 venne infatti prestato al Caen, restando sempre nel massimo campionato. Dopo aver debuttato con i bretoni contro il Saint-Étienne, il 14 febbraio andò in rete contro il Paris Saint-Germain al Parco dei Principi, nel match terminato 2-2. Si ripeté negli incontri successivi contro il Lens, mettendo a segno una doppietta, ed Olympique Marsiglia. Chiuse la stagione a quota 24 presenze e 6 reti in campionato, tra Bordeaux e Caen.

#### Nantes

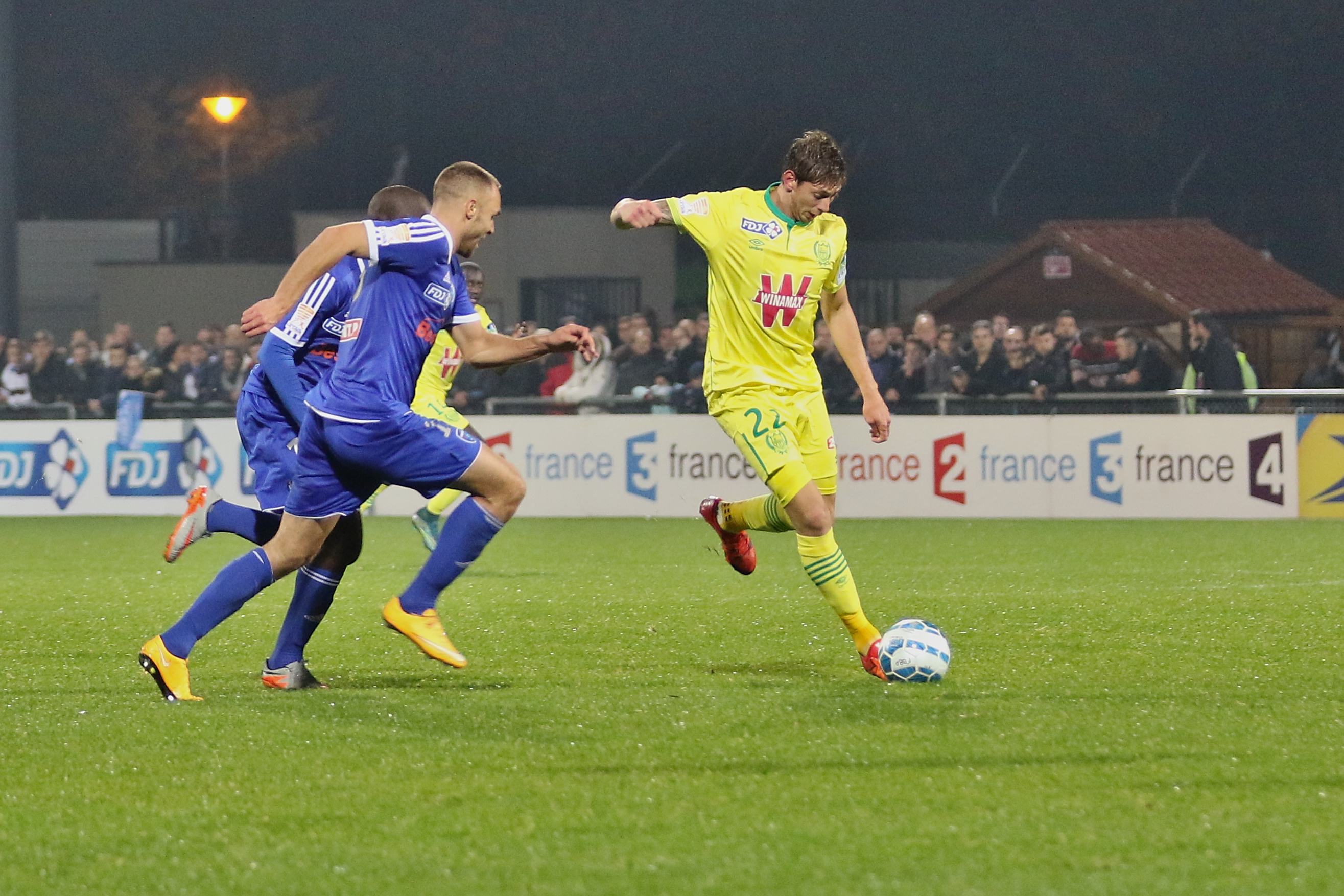
Sala (a destra) durante una partita con il nell'ottobre 2015

Il 20 luglio 2015 venne acquistato a titolo definitivo dal Nantes con cui firmò un contratto di cinque anni. L'esordio con i Canarini avvenne l'8 agosto nella prima di campionato contro il Guingamp. Il 5 dicembre mise a segno il primo gol sul campo del Gazélec Ajaccio, ripetendosi la settimana successiva alla Beaujoire contro il Tolosa. Il primo campionato a Nantes si chiuse con 31 presenze e 6 gol.
Nella stagione 2016-2017 si sbloccò alla settima giornata contro il Marsiglia. Il 14 maggio 2017 realizzò la prima doppietta con il Nantes contro il Guingamp. Furono 12 le marcature in campionato in 34 presenze.
La stagione 2017-2018 vide Sala realizzare il primo gol alla terza giornata contro il Troyes. Anche in questo campionato segnò 12 gol in 36 presenze.
Nella stagione 2018-2019 Sala andò a segno alla prima giornata nella sconfitta interna contro il Monaco. Il 20 ottobre 2018 realizzò la sua prima tripletta con la maglia del Nantes nel 4-0 contro il Tolosa.

#### Cardiff City
Il 19 gennaio 2019 venne acquistato a titolo definitivo dal Cardiff City, con cui firmò un contratto fino al 2022; il costo dell'operazione, che secondo i media sarebbe pari a 15 milioni di sterline (circa 17 milioni di euro), ne fece l'acquisto più costoso nella storia della società gallese. Dopo la morte di Sala, il Nantes ha richiesto al Cardiff di effettuare ugualmente il pagamento del cartellino.

## Statistiche

### Presenze e reti nei club
| Stagione        | Squadra         | Campionato      | Campionato | Campionato | Coppe nazionali | Coppe nazionali | Coppe nazionali | Coppe continentali | Coppe continentali | Coppe continentali | Altre coppe | Altre coppe | Altre coppe | Totale | Totale |
| Stagione        | Squadra         | Comp            | Pres       | Reti       | Comp            | Pres            | Reti            | Comp               | Pres               | Reti               | Comp        | Pres        | Reti        | Pres   | Reti   |
| --------------- | --------------- | --------------- | ---------- | ---------- | --------------- | --------------- | --------------- | ------------------ | ------------------ | ------------------ | ----------- | ----------- | ----------- | ------ | ------ |
| 2011-2012       | Bordeaux        | L1              | 0          | 0          | CF+CdL          | 1+0             | 0               | -                  | -                  | -                  | -           | -           | -           | 1      | 0      |
| 2012-2013       | Orléans         | CN              | 37         | 19         | CF+CdL          | 2+0             | 0               | -                  | -                  | -                  | -           | -           | -           | 39     | 19     |
| 2013-2014       | Niort           | L2              | 37         | 18         | CF+CdL          | 3+1             | 3+0             | -                  | -                  | -                  | -           | -           | -           | 41     | 21     |
| 2014-gen. 2015  | Bordeaux        | L1              | 11         | 1          | CF+CdL          | 1+0             | 0               | -                  | -                  | -                  | -           | -           | -           | 12     | 1      |
| Totale Bordeaux | Totale Bordeaux | Totale Bordeaux | 11         | 1          |                 | 2               | 0               |                    | -                  | -                  |             | -           | -           | 13     | 1      |
| gen.-giu. 2015  | Caen            | L1              | 13         | 5          | CF+CdL          | 0+0             | 0               | -                  | -                  | -                  | -           | -           | -           | 13     | 5      |
| 2015-2016       | Nantes          | L1              | 31         | 6          | CF+CdL          | 3+1             | 0               | -                  | -                  | -                  | -           | -           | -           | 35     | 6      |
| 2016-2017       | Nantes          | L1              | 34         | 12         | CF+CdL          | 2+3             | 0+3             | -                  | -                  | -                  | -           | -           | -           | 39     | 15     |
| 2017-2018       | Nantes          | L1              | 36         | 12         | CF+CdL          | 2+0             | 2+0             | -                  | -                  | -                  | -           | -           | -           | 38     | 14     |
| 2018-gen. 2019  | Nantes          | L1              | 19         | 12         | CF+CdL          | 0+2             | 0+1             | -                  | -                  | -                  | -           | -           | -           | 21     | 13     |
| Totale Nantes   | Totale Nantes   | Totale Nantes   | 120        | 42         |                 | 13              | 6               |                    | -                  | -                  |             | -           | -           | 133    | 48     |
| gen. 2019       | Cardiff City    | PL              | -          | -          |                 | -               | -               | -                  | -                  | -                  | -           | -           | -           | -      | -      |
| Totale carriera | Totale carriera | Totale carriera | 218        | 85         |                 | 21              | 9               |                    | -                  | -                  |             | -           | -           | 239    | 94     |